# NGC 7456
NGC 7456 ist eine Spiralgalaxie vom Hubble-Typ Sc im Sternbild Kranich am Südsternhimmel. Sie ist schätzungsweise 53 Millionen Lichtjahre von der Milchstraße entfernt.
Das Objekt wurde am 4. September 1834 von John Herschel entdeckt.

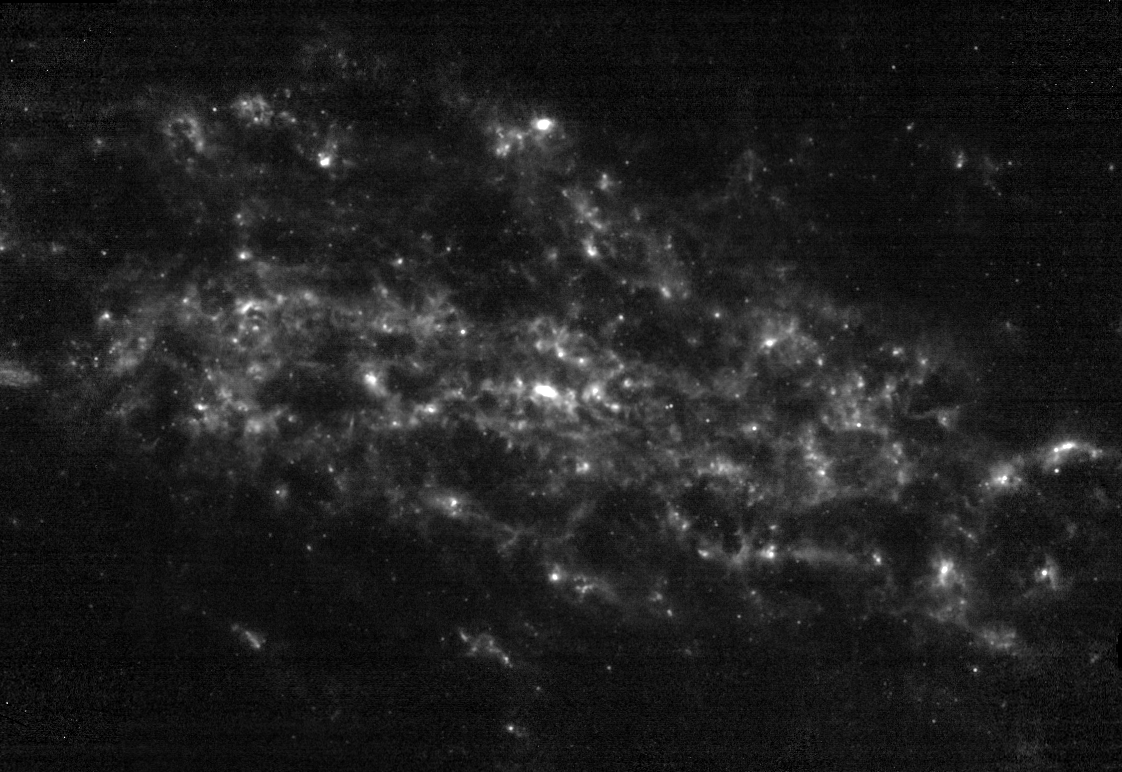
MIRI-Aufnahme des James Webb-Weltraumteleskops